# Vordingborg (gemeente)
Vordingborg is een gemeente in de Deense regio Seeland (Sjælland) en telt 46.037 inwoners (2017). Hoofdplaats is het gelijknamige stadje Vordingborg.
Na de herindeling van 2007 werden de gemeentes Langebæk, Møn en Præstø bij Vordingborg gevoegd.

## Geschiedenis
Vordingborg was tot de fusie met de buurgemeentes in 2007 een gemeente in Denemarken in de provincie Storstrøm. De gemeente had 20.691 inwoners en de oppervlakte bedroeg 176,41 km².

## Plaatsen in de gemeente
- Køng
- Lundby
- Bårse
- Stensved
- Klarskov
- Neder Vindinge
- Vordingborg
- Borre
- Kalvehave
- Stege
- Klintholm Havn
- Bogø (eiland)
- Store Damme
- Præstø
- Skibinge
- Gammel Kalvehave
- Allerslev
- Nyråd
- Bakkebølle
- Ørslev
- Langebæk
- Mern
- Udby

## Geboren in Vordingborg
- Margaretha I van Denemarken (1353), koningin van Denemarken, Noorwegen en Zweden
- Peter Andreas Heiberg (16 november 1758), schrijver
- Morten Olsen (14 augustus 1949), voetbaltrainer

Faxe · Greve · Guldborgsund · Holbæk · Kalundborg · Køge · Lejre · Lolland · Næstved · Odsherred · Ringsted · Roskilde · Slagelse · Solrød · Sorø · Stevns · Vordingborg
- International Standard Name Identifier: 0000 0004 0469 3166
- Library of Congress Control Number: n82159802
- MusicBrainz: ca8458e6-a8a2-4e46-a6a0-9aa6509499b1
- Nationale Bibliotheek van Israël: 987007552802205171
- Virtual International Authority File: 145444759